# Edicola (commercio)

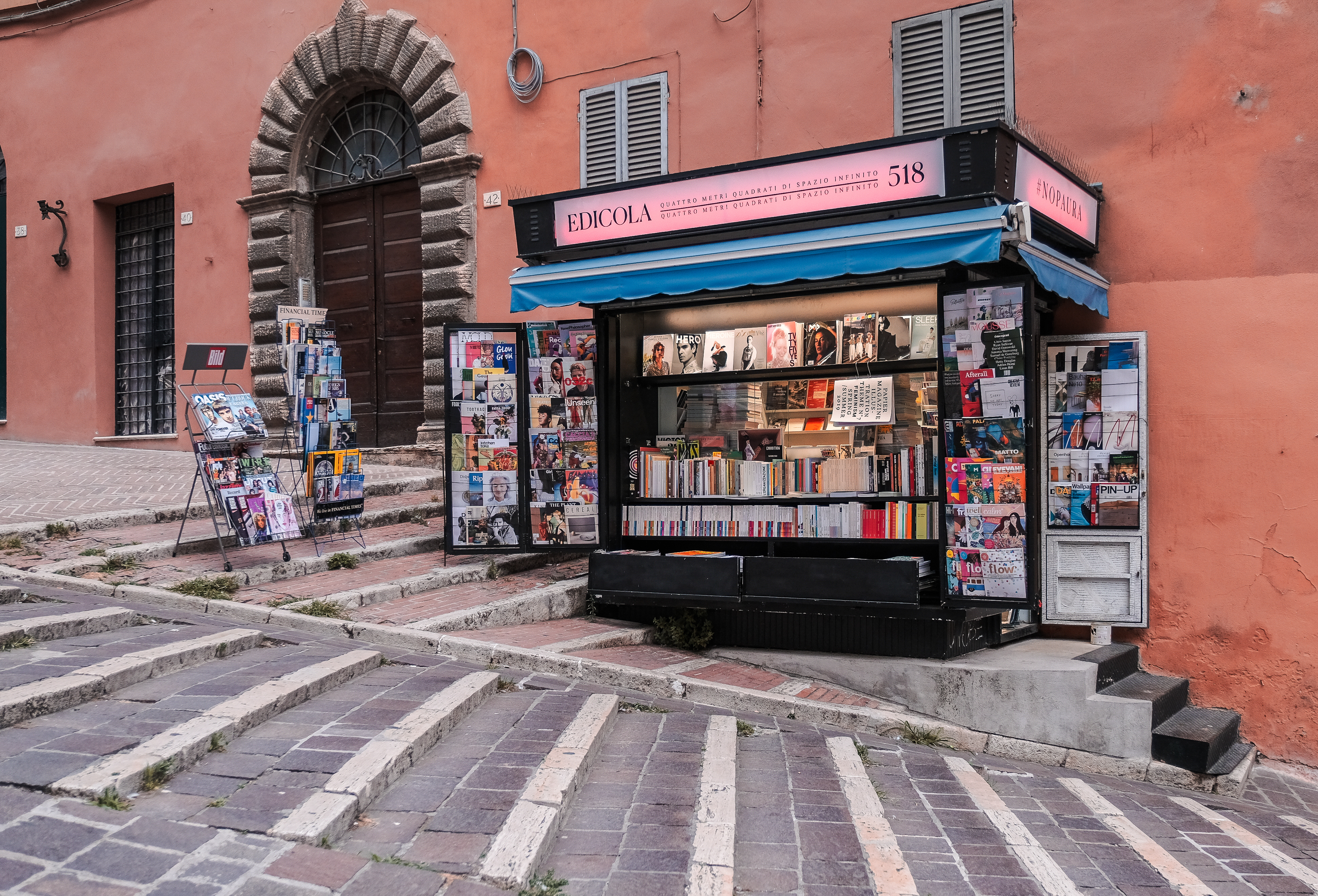
Edicola a Perugia

L'edicola è un chiosco, che può essere realizzato in vari materiali come ferro, legno o in muratura, collocato su strade o piazze, o luoghi pubblici, destinato alla vendita di giornali, periodici e altre pubblicazioni, CD, DVD e giocattoli.

## Etimologia
Condivide l'etimologia del nome con l'edicola ad uso religioso, derivante dal latino aedicŭla, diminutivo di aedes, tempio.

## Storia
Prima che venissero costruite le bancarelle dei giornali, la vendita di questi era destinata agli strilloni, ai venditori ambulanti e alle cartolerie. Le edicole risalgono all'Ottocento, quando, in diverse città europee, si iniziarono a concedere degli spazi urbani per costruire degli spazi destinati alla vendita di giornali e altri articoli quali riviste, fumetti, libri e prodotti a base di tabacco. Tra le più longeve erette in Italia vi sono quella di piazza Canossa a Mantova, risalente al 1882 e ricordata per essere la più antica struttura di questo tipo nella Penisola e l'edicola Radetzky di Milano, un chiosco in stile liberty oggi utilizzato come spazio espositivo. Si assistette anche alla costruzione di edicole a Parigi, progettate in stile art nouveau da Gabriel Davioud e nell'Inghilterra vittoriana. Le edicole divennero punti di ritrovo popolari tra le persone di tutte le età durante tutto il Novecento. Stando a quanto afferma Harper's Bazaar: «molto più di un semplice chiosco che vende giornali e magazine, le edicole sono un milieu in cui cultura, informazione, politica, chiacchiere, rapporti personali profondi e superficiali si incontrano.» Con la rivoluzione digitale imperversata negli anni 2000, si sta assistendo alla crisi delle edicole e a una conseguente esigenza di riqualificare alcune di esse.